# Gizałki (gemeente)
De gemeente Gizałki is een landgemeente in het Poolse woiwodschap Groot-Polen, in powiat Pleszewski.
De zetel van de gemeente is in Gizałki.
Op 30 juni 2004 telde de gemeente 4631 inwoners.

## Oppervlaktegegevens
In 2002 bedroeg de totale oppervlakte van gemeente Gizałki 108,56 km², waarvan:
- agrarisch gebied: 50%
- bossen: 48%

De gemeente beslaat 15,25% van de totale oppervlakte van de powiat.

## Demografie
Stand op 30 juni 2004:
| Omschrijving                   | Totaal | Totaal | Vrouwen | Vrouwen | Mannen | Mannen |
| ------------------------------ | ------ | ------ | ------- | ------- | ------ | ------ |
| eenheid                        | aantal | %      | aantal  | %       | aantal | %      |
| inwoners                       | 4631   | 100    | 2342    | 50,6    | 2289   | 49,4   |
| bevolkingsdichtheid (inw./km²) | 42,7   | 42,7   | 21,6    | 21,6    | 21,1   | 21,1   |

In 2002 bedroeg het gemiddelde inkomen per inwoner 1675,13 zł.

## Administratieve plaatsen (sołectwo)
Białobłoty, Czołnochów, Dziewin Duży, Gizałki, Obory-Kolonia, Leszczyca, Nowa Wieś, Orlina, Ostrowska Kolonia, Ruda Wieczyńska, Szymanowice, Świerczyna, Tomice, Toporów, Wierzchy, Wronów.
Zonder de status sołectwo: Gizałki-Las, Obory, Orlina Mała, Studzianka, Tomice-Las, Tomice-Młynik.

## Aangrenzende gemeenten
Chocz, Czermin, Grodziec, Pyzdry, Zagórów, Żerków